# Alekszandr Jurjevics Borodaj
Alekszandr Jurjevics Borodaj (oroszul: Алекса́ндр Ю́рьевич Борода́й; Moszkva, 1972. július 25. –) orosz nemzetiségű ukrán politikus, az önhatalmúlag kikiáltott, nemzetközileg el nem ismert Donyecki Népköztársaság miniszterelnöke 2014 májusa és augusztusa között.